# Bélâbre
Bélâbre est une commune française située dans le département de l'Indre, en région Centre-Val de Loire.

## Géographie

### Localisation
La commune est située dans le sud-ouest du département, à la limite avec le département de la Vienne.
Elle est située dans la région naturelle de la Brenne, au sein du parc naturel régional de la Brenne.
Les communes limitrophes sont : Chalais (4 km), Mauvières (6 km), Liglet (8 km), Ruffec (9 km), Ciron (11 km), Lignac (11 km) et Le Blanc (12 km).
Les communes chefs-lieux et préfectorales sont : Saint-Gaultier (22 km), Le Blanc (12 km), Châteauroux (50 km), La Châtre (63 km) et Issoudun (77 km).

### Géologie et relief
La commune est classée en zone de sismicité 2, correspondant à une sismicité faible.

### Hydrographie
Le territoire communal est arrosé par la rivière Anglin et comprend plusieurs étangs.

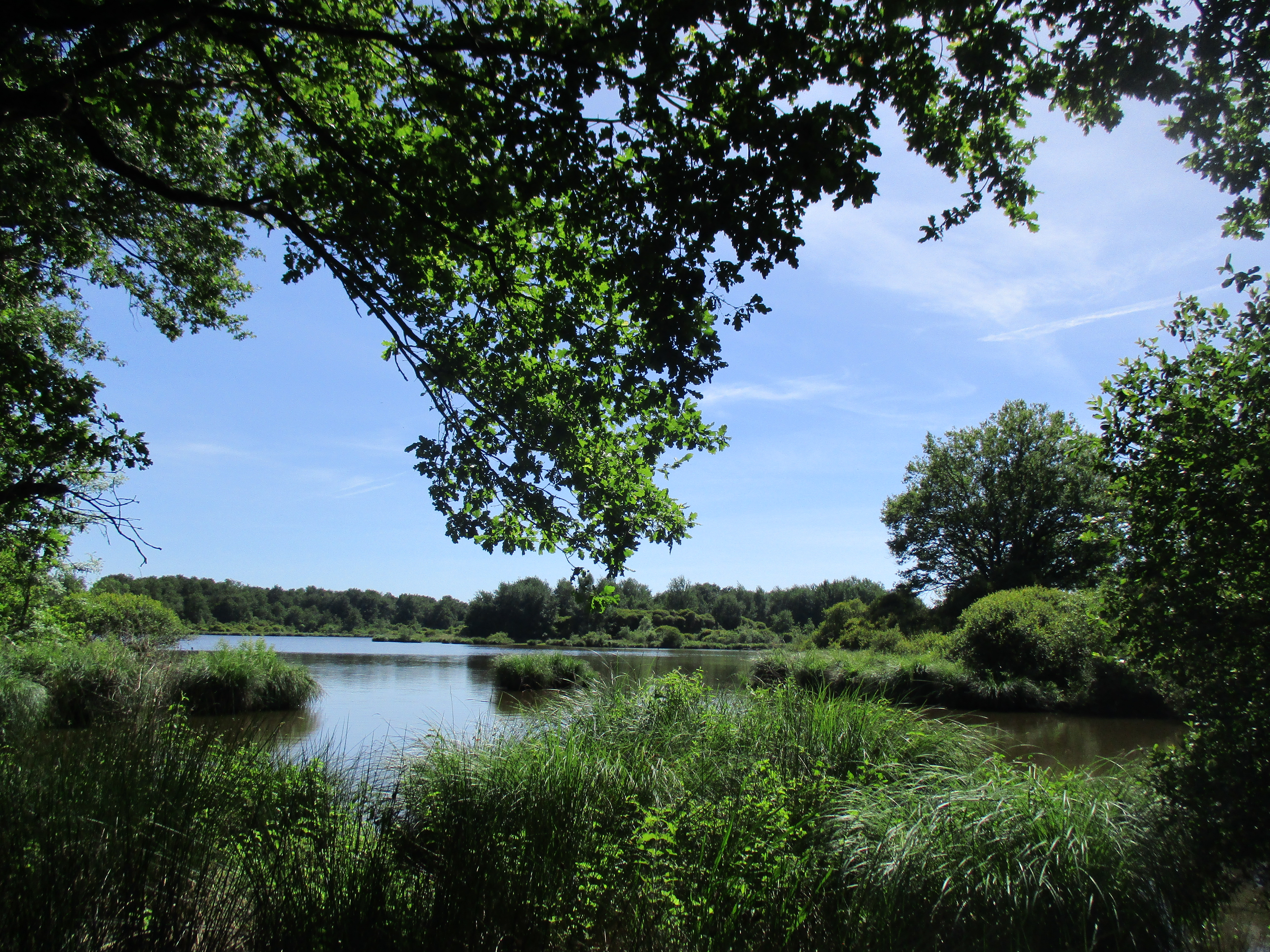
L'étang Bouteiller en 2017.
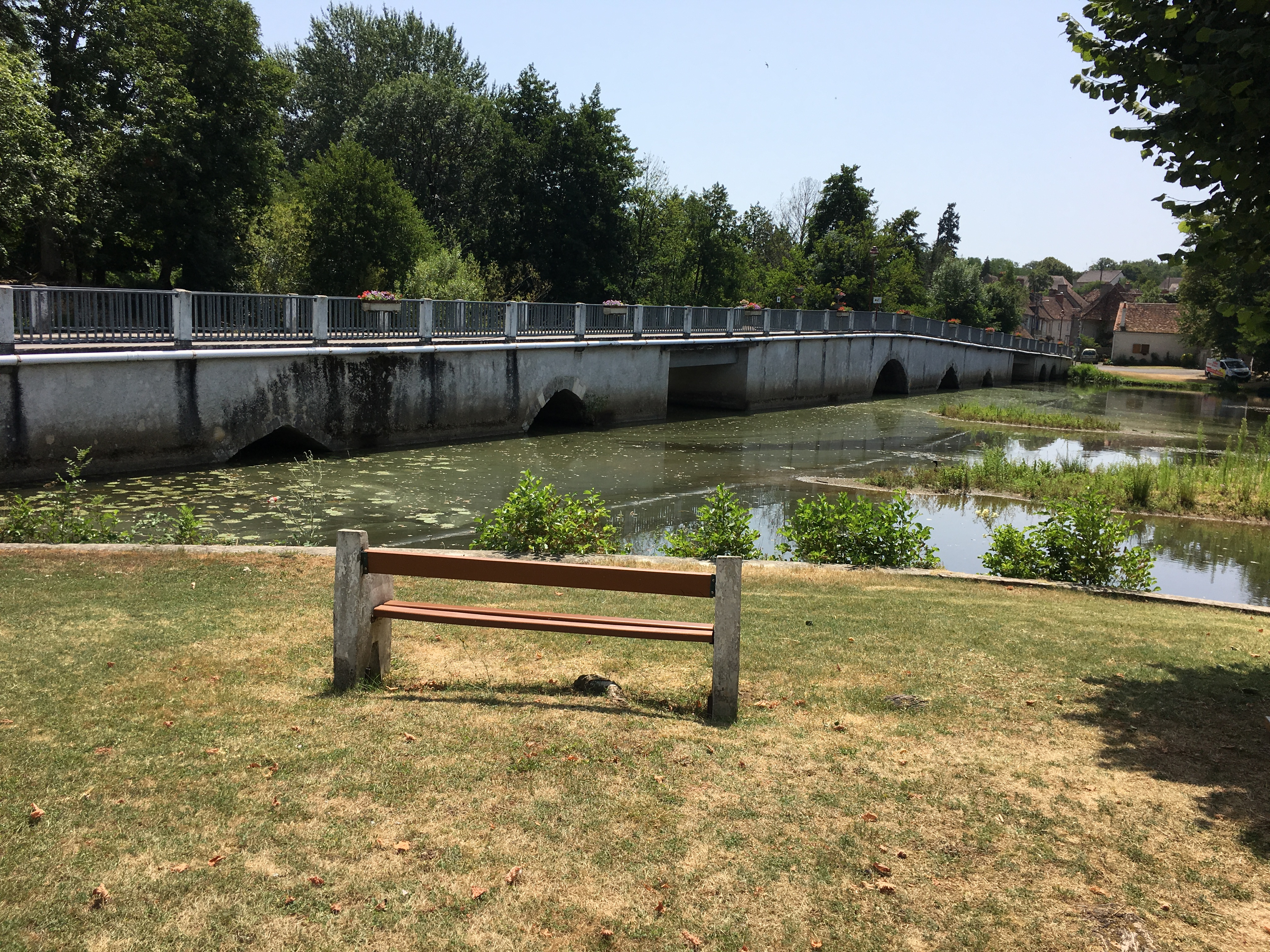
La rivière Anglin en 2019.

### Climat
Pour des articles plus généraux, voir Climat du Centre-Val de Loire et Climat de l'Indre.
En 2010, le climat de la commune est de type climat océanique dégradé des plaines du Centre et du Nord, selon une étude du CNRS s'appuyant sur une série de données couvrant la période 1971-2000. En 2020, Météo-France publie une typologie des climats de la France métropolitaine dans laquelle la commune est exposée à un climat océanique altéré et est dans une zone de transition entre les régions climatiques « Centre et contreforts nord du Massif Central » et « Poitou-Charentes ».
Pour la période 1971-2000, la température annuelle moyenne est de 11,9 °C, avec une amplitude thermique annuelle de 15,1 °C. Le cumul annuel moyen de précipitations est de 771 mm, avec 11,5 jours de précipitations en janvier et 6,8 jours en juillet. Pour la période 1991-2020, la température moyenne annuelle observée sur la station météorologique de Météo-France la plus proche, sur la commune du Blanc à 12 km à vol d'oiseau, est de 12,9 °C et le cumul annuel moyen de précipitations est de 776,4 mm,. Pour l'avenir, les paramètres climatiques de la commune estimés pour 2050 selon différents scénarios d'émission de gaz à effet de serre sont consultables sur un site dédié publié par Météo-France en novembre 2022.

## Urbanisme

### Typologie
Au 1er janvier 2024, Bélâbre est catégorisée commune rurale à habitat dispersé, selon la nouvelle grille communale de densité à sept niveaux définie par l'Insee en 2022.
Elle est située hors unité urbaine. Par ailleurs la commune fait partie de l'aire d'attraction du Blanc, dont elle est une commune de la couronne,. Cette aire, qui regroupe 23 communes, est catégorisée dans les aires de moins de 50 000 habitants,.

### Occupation des sols
L'occupation des sols de la commune, telle qu'elle ressort de la base de données européenne d’occupation biophysique des sols Corine Land Cover (CLC), est marquée par l'importance des territoires agricoles (65,4 % en 2018), en diminution par rapport à 1990 (67,5 %). La répartition détaillée en 2018 est la suivante : 
forêts (31,2 %), zones agricoles hétérogènes (25,3 %), prairies (21,1 %), terres arables (19 %), zones urbanisées (1,7 %), eaux continentales (1,1 %), milieux à végétation arbustive et/ou herbacée (0,6 %). L'évolution de l’occupation des sols de la commune et de ses infrastructures peut être observée sur les différentes représentations cartographiques du territoire : la carte de Cassini (XVIIIe siècle), la carte d'état-major (1820-1866) et les cartes ou photos aériennes de l'IGN pour la période actuelle (1950 à aujourd'hui).

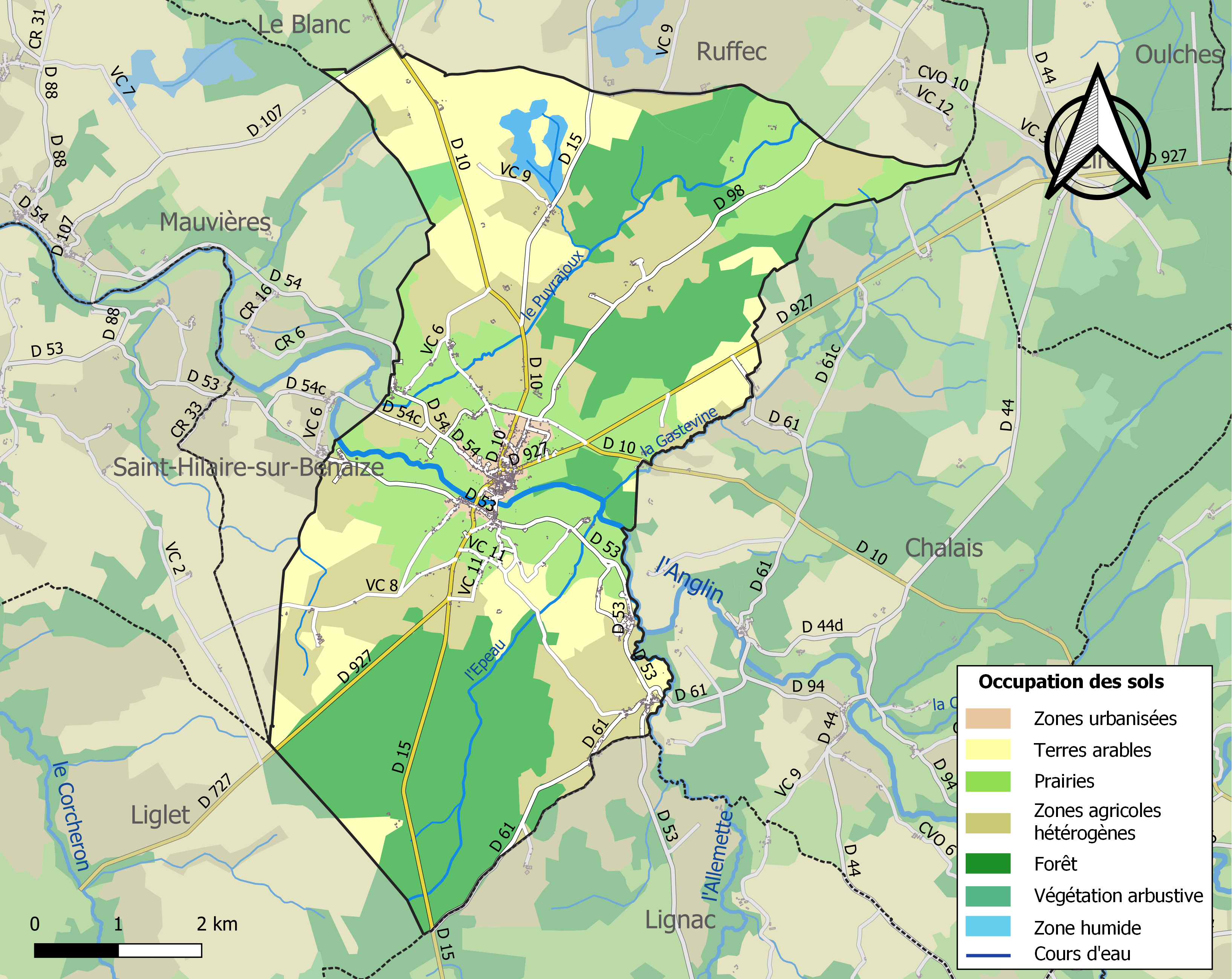
Carte des infrastructures et de l'occupation des sols de la commune en 2018 (CLC).

### Lieux-dits, hameaux et écarts
Les hameaux et lieux-dits de la commune sont : la Fumasse, les Gorciers, Nesme, Jovard et Puyrajoux.

### Logement
En 2020, le nombre total de logements dans la commune était de 730, ainsi qu'en 2014 alors qu'il était de 702 en 2009.
Parmi ces logements, 65,6 % étaient des résidences principales, 20,4 % des résidences secondaires et 14 % des logements vacants. Ces logements étaient pour 96,9 % d'entre eux des maisons individuelles et pour 3,7 % des appartements.
Le tableau ci-dessous présente la typologie des logements à Bélâbre en 2020 en comparaison avec celle de l'Indre et de la France entière. Une caractéristique marquante du parc de logements est ainsi une proportion de résidences secondaires et logements occasionnels (20,4 %) supérieure à celle du département (10,7 %) et à celle de la France entière (9,7 %). Concernant le statut d'occupation des résidences principales, 78,7 % des habitants de la commune sont propriétaires de leur logement (78,1 % en 2014), contre 68,4 % pour l'Indre et 57,5 pour la France entière.
| Typologie                                               | Bélâbre | Indre | France entière |
| ------------------------------------------------------- | ------- | ----- | -------------- |
| Résidences principales (en %)                           | 65,6    | 76    | 82,1           |
| Résidences secondaires et logements occasionnels (en %) | 20,4    | 10,7  | 9,7            |
| Logements vacants (en %)                                | 14      | 13,3  | 8,2            |

### Voies de communication et transports

#### Voies routières
Le territoire communal est desservi par les routes départementales : 10, 15, 53, 54, 54C, 61, 98 et 927.

#### Transports
La ligne du Blanc à Argenton-sur-Creuse via Saint-Benoît-du-Sault passait par le territoire communal, trois gares (Puyrajoux, Bélâbre et La Gendarmerie) desservaient la commune. La gare ferroviaire la plus proche est la gare d'Argenton-sur-Creuse, à 35 km.
Bélâbre n'est pas desservie par des dessertes de bus.
L'aéroport le plus proche est l'aéroport de Châteauroux-Centre, à 64 km.
Le territoire communal est traversé par le sentier de grande randonnée de pays de la Brenne.

### Risques majeurs
Le territoire de la commune de Bélâbre est vulnérable à différents aléas naturels : météorologiques (tempête, orage, neige, grand froid, canicule ou sécheresse), feux de forêts, mouvements de terrains et séisme (sismicité faible). Un site publié par le BRGM permet d'évaluer simplement et rapidement les risques d'un bien localisé soit par son adresse soit par le numéro de sa parcelle.
Pour anticiper une remontée des risques de feux de forêt et de végétation vers le nord de la France en lien avec le dérèglement climatique, les services de l’État en région Centre-Val de Loire (DREAL, DRAAF, DDT) avec les SDIS ont réalisé en 2021 un atlas régional du risque de feux de forêt, permettant d’améliorer la connaissance sur les massifs les plus exposés. La commune, étant pour partie dans le massif de Luzeraize, est classée au niveau de risque 4, sur une échelle qui en comporte quatre (1 étant le niveau maximal).

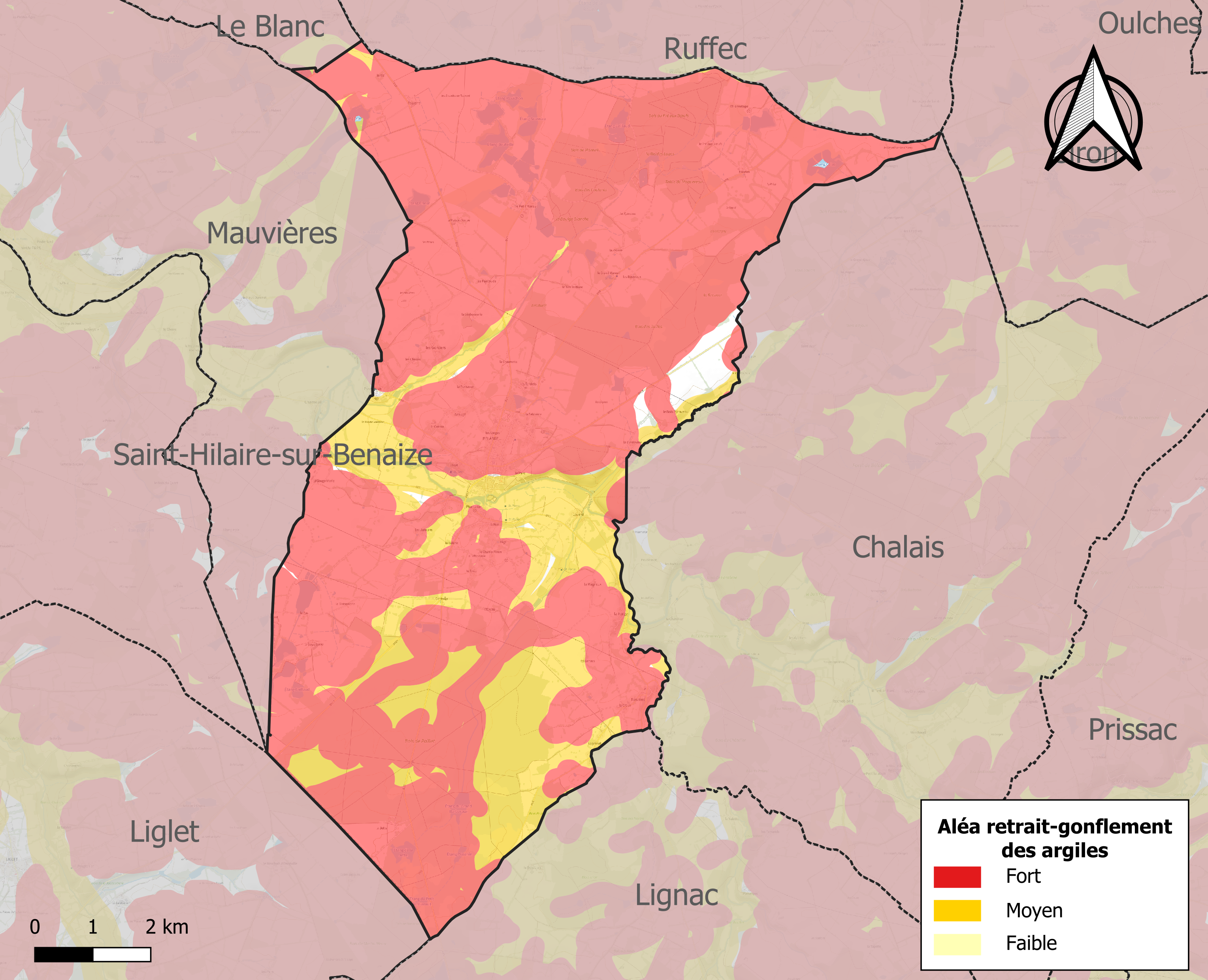
Carte des zones d'aléa retrait-gonflement des sols argileux de Bélâbre.

Les mouvements de terrains susceptibles de se produire sur la commune sont des tassements différentiels.
Le retrait-gonflement des sols argileux est susceptible d'engendrer des dommages importants aux bâtiments en cas d’alternance de périodes de sécheresse et de pluie. 98,5 % de la superficie communale est en aléa moyen ou fort (84,7 % au niveau départemental et 48,5 % au niveau national). Sur les 726 bâtiments dénombrés sur la commune en 2019, 708 sont en aléa moyen ou fort, soit 98 %, à comparer aux 86 % au niveau départemental et 54 % au niveau national. Une cartographie de l'exposition du territoire national au retrait gonflement des sols argileux est disponible sur le site du BRGM,.
Concernant les mouvements de terrains, la commune a été reconnue en état de catastrophe naturelle au titre des dommages causés par la sécheresse en 1989, 1991, 1992, 1993, 2009, 2011, 2016, 2018 et 2019 et par des mouvements de terrain en 1999.

## Toponymie
Le nom de la commune est attesté sous les formes Bella arbore en 1327, Chastel de Belarbre en 1373, et de Pulchra Arbore en 1648.
Le toponyme signifie littéralement « bel arbre », du latin bella arbor ou pulchra arbor, et renvoie peut-être à un arbre remarquable ayant servi de repère ou de point de rassemblement à l’origine.
Ses habitants sont appelés les Bélabrais.

## Histoire
Entre Bélâbre et Mauvières, existe une pierre couchée sur l’ancien chemin de Puyrajoux au Blanc, c’est une pierre levée.
Aussi énigmatique que ce mégalithe est le lieu-dit « le Cimetière au Chien » en limite des communes de Chalais, Ruffec et Ciron. Les anciennes paroisses qui ont formé la commune de Bélâbre sont encore marquées par leurs églises. Le prieuré de Jovard dépendait de l’abbaye de Méobecq. L’église formée d’une nef et d’un clocher est dédiée à la Vierge et garde deux statues de bois. On y venait autrefois « en voyage ». Il fallait suivre un parcours marqué de sept croix jusqu’à la fontaine du Magnoux où l’on jetait quelques pièces de monnaie. Ce pèlerinage se continue toujours. L’église de Nesme fut propriété des bénédictins de Saint-Savin-sur-Gartempe qui la reçurent en don en 1092. À l’Épeau, le prieuré dépendait de Grandmont.
Par lettre de 1372, le roi Charles V donnait à son « amé et féal chevalier Jehan de Pocquières...le chastel de Bel arbre, assis en Guienne, à trois lieues ou environ prez de Oblanc, confisqué sur Périchon de Naillac, Anglais tenant le party ennemy, et valant 120 livres de rente » Les deux seigneuries voisines de la Salle et de Bel Arbre furent réunies en 1498. La terre de Bélâbre appartint successivement à Pierre III de Pocquières, à Louis de Chazerat (mi-XVIe siècle, bailli du duché de Berry pour Marguerite de Valois, époux en 1530 de l'héritière Anne de Pocquières), à Jean de Durfort de Born († 1613 ; curateur d'Anne de Pocquières — âgée, veuve et sans postérité — dès avant 1593).
Les guerres de Religion n’épargnèrent pas Bélâbre qui avait un temple de l’église réformée. Deux sièges, l’un en 1587 par les calvinistes, l’autre en 1591 par les Ligueurs, apportèrent leurs ravages.
Armand-Léon de Durfort de Born — fils de Jean de Durfort et époux d'une cousine issue de germain de Sully : Lucrèce de Béthune, fille de Florestan de Béthune-Mareuil de Congy — était lieutenant général de l’artillerie royale. Sa ruine devait amener le « chasteau et maison forte, garnie d’un portail, tours, pavillons, fossés, pont-levis et basse-cour » à Jacques Ier Lecoigneux (1588/1589-1651),. Lié à Gaston d'Orléans dont il fut le chancelier, père de François Le Coigneux (1624-1702 ; son fils aîné, conseiller-clerc au Parlement, frondeur et poète), il était président à mortier au Parlement de Paris et joua un rôle important pendant la Fronde. Exilé pendant un temps, il revint en France à la mort de Louis XIII et obtint l’érection de son domaine — Bélâbre, Liglet, Ajoux, la Luzeraise et le Châtelier, acquis en 1649 — en marquisat le 8 juillet 1650. Par sa troisième femme Eléonore de Chaumont épousée en 1640, il pouvait exciper d'une parenté avec les Durfort de Born : la grand-mère maternelle d'Eléonore, Renée de Polignac, était la sœur de Louise de Polignac, la femme de Jean de Durfort et la mère d'Armand-Léon de Durfort de Born ; Renée et Louise de Polignac étaient filles de Christophe de Polignac d'Escoyeux, dont la mère était une Pocquières.
Son deuxième fils, le 2e marquis de Bélâbre Gabriel Lecoigneux († 1709 ; demi-frère de François), conseiller du roi en ses conseils, réalisa un parc magnifique qui bordait l’Anglin. Son dernier fils homonyme Jacques Lecoigneux, † 1686, le seul né d'Eléonore de Chaumont, marquis de Montmélian et Mortefontaine, lui aussi président à mortier au Parlement de Paris, convola également trois fois : sa deuxième épouse, mariée en 1659, fut Marie d'Aloigny de Rochefort du Blanc, sœur du maréchal. Polyxène Le Coigneux (1641-1705), sœur de Jacques et demi-sœur de François et de Gabriel, épousa Henri-Emmanuel Hurault de Vibraye. Fils de Gabriel, le 3e marquis Jacques II Lecoigneux (1683-1728) fut colonel de régiment de Bélâbre puis brigadier des armées du roi. Fils de Jacques II, le 4e marquis Louis-Jacques Lecoigneux (1715-1752) agrandit encore les possessions familiales. Fils de Louis-Jacques, le 5e marquis de Bélâbre Jacques Louis Guy Lecoigneux (1751-1813 ; postérité), lieutenant des maréchaux de France en 1789, devait émigrer à la Révolution.
Un descendant de la famille Lecoigneux eut en 1832 une singulière idée. Ayant lu un récit historique qui faisait à tort mourir à Bélâbre Guillaume de Flavy, capitaine de Compiègne parfois jugé responsable de la capture de Jeanne d’Arc, il fit élever sur un îlot de l’Anglin un tombeau doté d’un gisant d’emprunt. Les historiens rétablirent un jour la vérité mais le plus cocasse dans le destin de ce tombeau figuré, ce fut la crédulité populaire qui vit dans le gisant non pas un personnage historique mais « saint Greluchon », favorable aux femmes désirant avoir enfant. Elles venaient se baigner dans un bras de la rivière proche du monument.
Après la jacquerie de Buzançais en 1847 (provoquée par la cherté du blé), des émeutes ont lieu à Bélâbre.
Le terroir porte des traces d’anciennes forges de fer. Le dernier haut-fourneau s’est éteint en 1875. L’église actuelle date de 1852.
À la suite du redécoupage cantonal de 2014, la commune n'est plus chef-lieu de canton. En 2023, le conseil municipal vote pour l'installation d'un Centre d'accueil de demandeurs d'asile (CADA) au cœur du village, avec une capacité de 38 places, mais ce projet provoque des tensions. Le dossier est officialisé par la préfecture et géré par l’association Viltaïs de Moulins (Allier).

## Politique et administration
La commune dépend de l'arrondissement du Blanc, du canton de Saint-Gaultier, de la première circonscription de l'Indre et de la communauté de communes Marche Occitane - Val d'Anglin.

### Liste des maires
| Période    | Période   | Identité         | Étiquette | Qualité                                                                       |
| ---------- | --------- | ---------------- | --------- | ----------------------------------------------------------------------------- |
| avant 1981 | ?         | Adrien Couturaud |           |                                                                               |
| 1997,      | mars 2014 | René Duplant     | UMP       | Conseiller général de l'Indre (2001-2015) Agent général d'assurances retraité |
| mars 2014  | En cours  | Laurent Laroche  | SE        | Directeur à La Poste                                                          |

### Instances judiciaires et administratives
La commune dispose des services suivants :
- un bureau de poste[34] ;
- un office de tourisme[35] ;
- une gendarmerie[36] ;
- un centre de secours ;
- un centre d'entretien et d'exploitation des routes du conseil départemental de l'Indre[37].

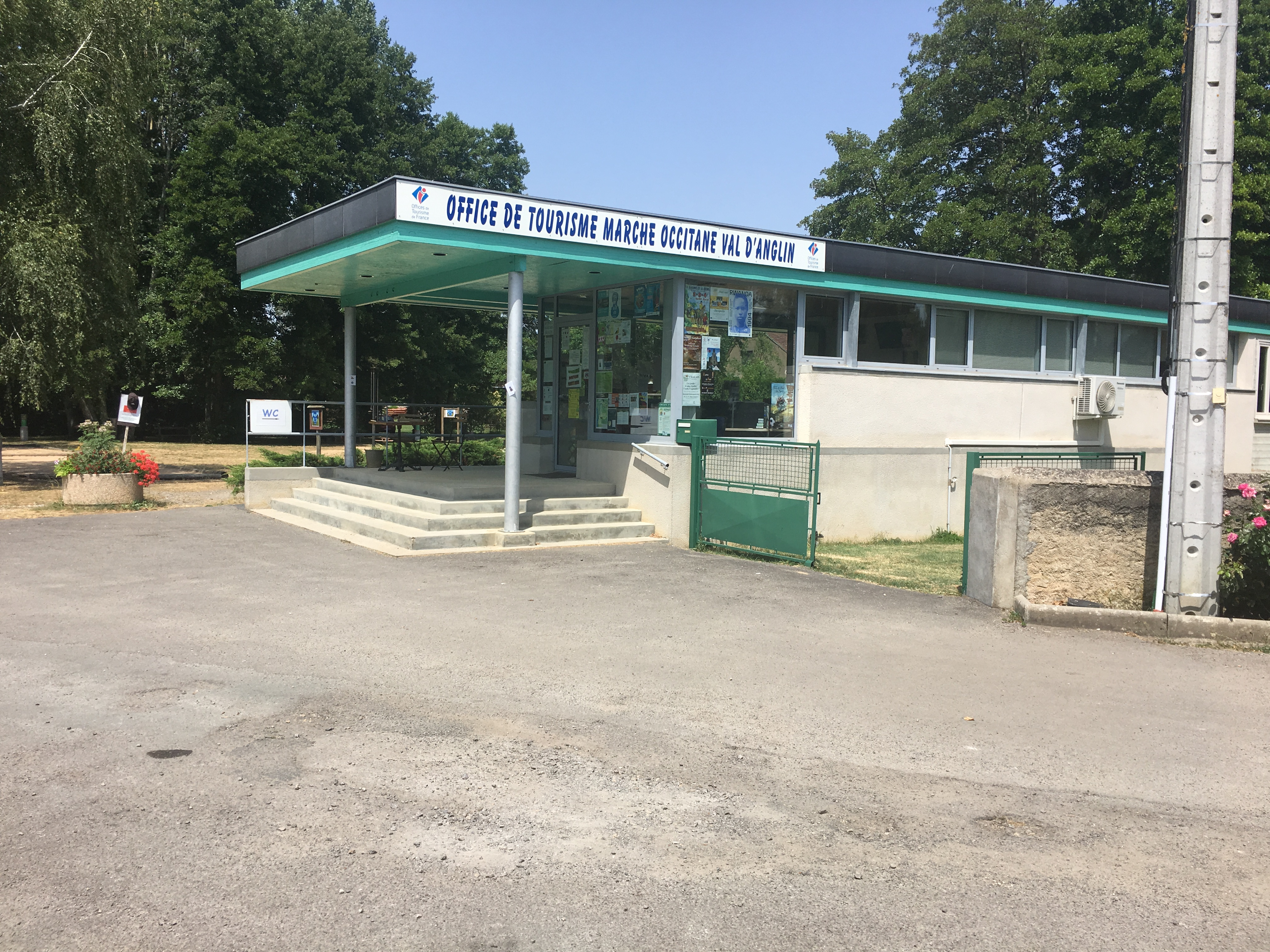
L'office de tourisme en 2019.
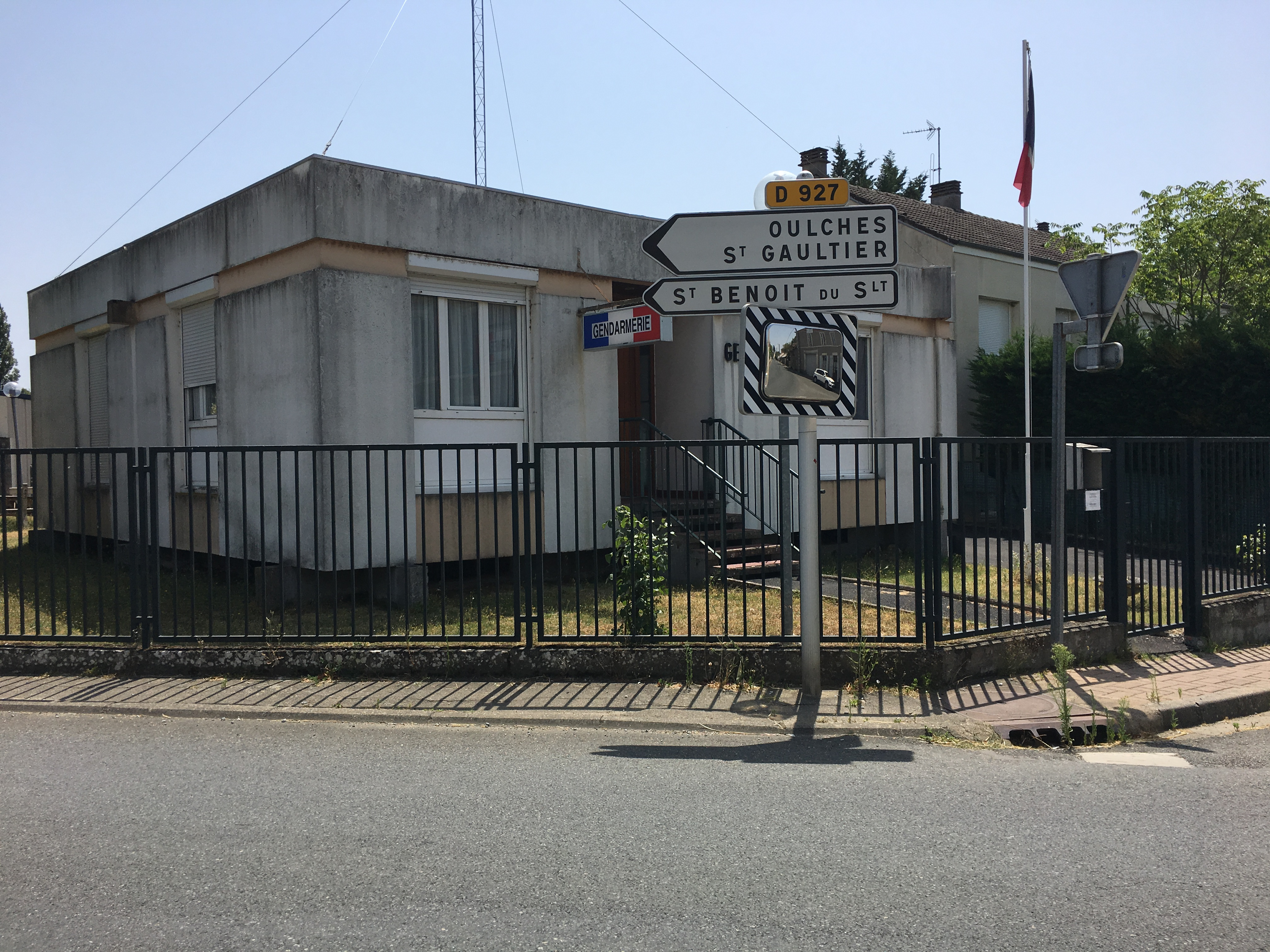
La gendarmerie en 2019.
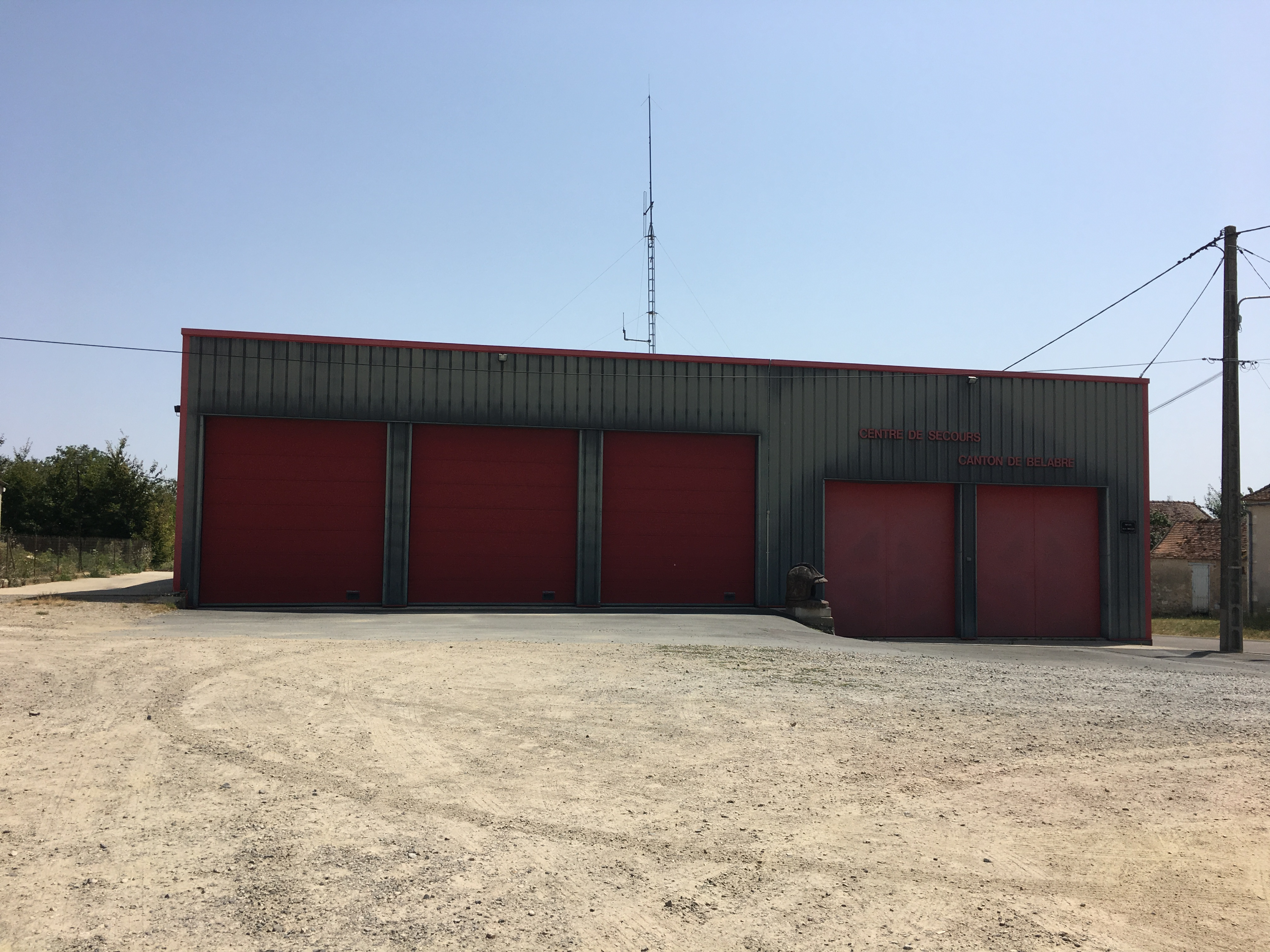
Le centre de secours en 2019.
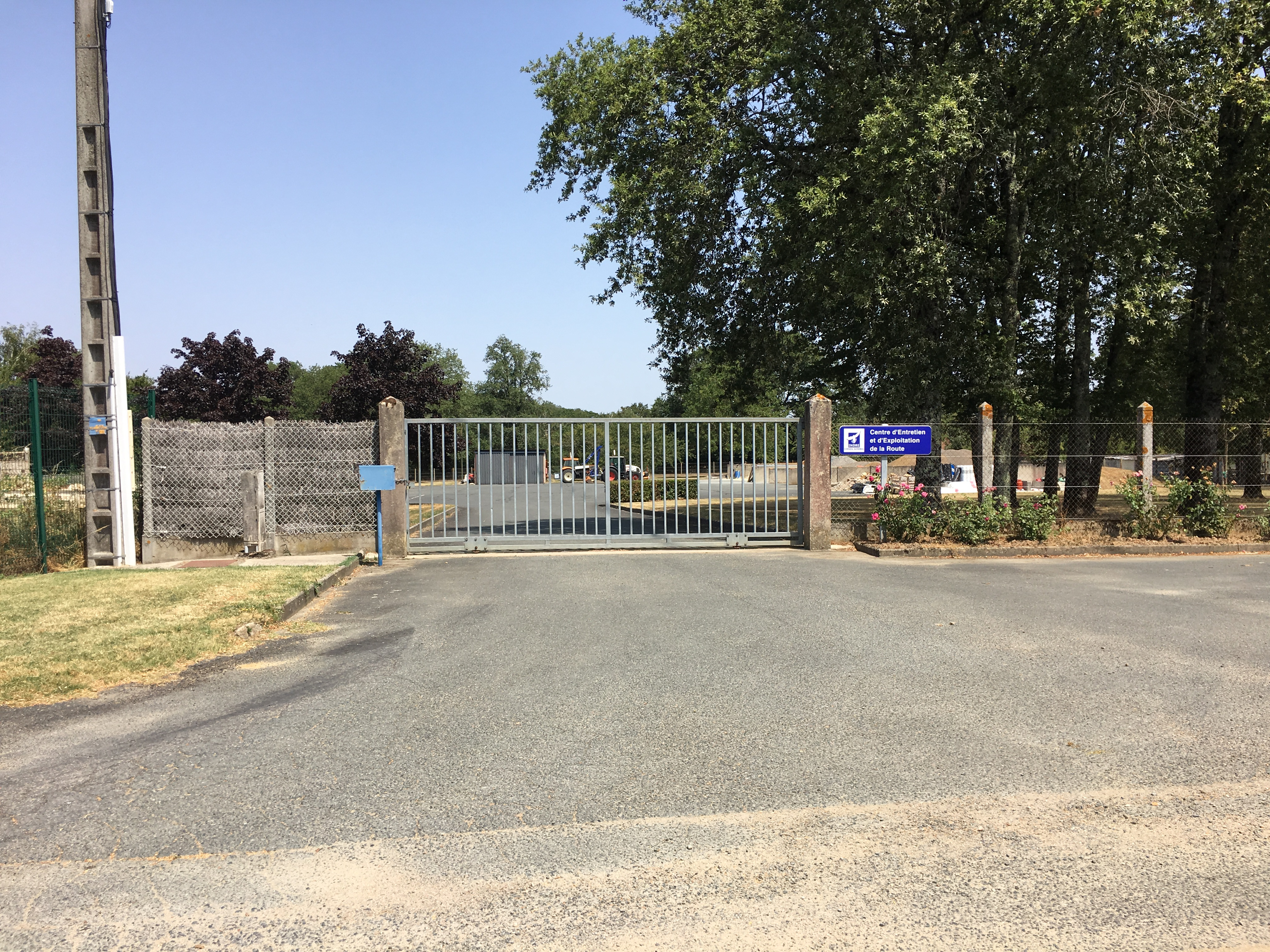
Le centre d'entretien et d'exploitation des routes du conseil départemental de l'Indre en 2019.

## Population et société

### Démographie

#### Évolution démographique
L'évolution du nombre d'habitants est connue à travers les recensements de la population effectués dans la commune depuis 1793. Pour les communes de moins de 10 000 habitants, une enquête de recensement portant sur toute la population est réalisée tous les cinq ans, les populations de référence des années intermédiaires étant quant à elles estimées par interpolation ou extrapolation. Pour la commune, le premier recensement exhaustif entrant dans le cadre du nouveau dispositif a été réalisé en 2005.

En 2022, la commune comptait 926 habitants, en évolution de −4,93 % par rapport à 2016 (Indre : −3 %, France hors Mayotte : +2,11 %).
| 1793  | 1800 | 1806 | 1821  | 1831  | 1836  | 1841  | 1846  | 1851  |
| ----- | ---- | ---- | ----- | ----- | ----- | ----- | ----- | ----- |
| 1 126 | 898  | 920  | 1 031 | 2 000 | 2 136 | 2 165 | 2 234 | 2 346 |

| 1856  | 1861  | 1866  | 1872  | 1876  | 1881  | 1886  | 1891  | 1896  |
| ----- | ----- | ----- | ----- | ----- | ----- | ----- | ----- | ----- |
| 2 217 | 2 221 | 2 210 | 2 125 | 2 105 | 2 120 | 2 085 | 2 011 | 1 918 |

| 1901  | 1906  | 1911  | 1921  | 1926  | 1931  | 1936  | 1946  | 1954  |
| ----- | ----- | ----- | ----- | ----- | ----- | ----- | ----- | ----- |
| 1 875 | 1 874 | 1 813 | 1 556 | 1 545 | 1 507 | 1 492 | 1 515 | 1 363 |

| 1962  | 1968  | 1975  | 1982  | 1990  | 1999  | 2005 | 2006 | 2010  |
| ----- | ----- | ----- | ----- | ----- | ----- | ---- | ---- | ----- |
| 1 277 | 1 336 | 1 260 | 1 067 | 1 062 | 1 029 | 976  | 969  | 1 020 |

| 2015 | 2020 | 2022 | - | - | - | - | - | - |
| ---- | ---- | ---- | - | - | - | - | - | - |
| 980  | 934  | 926  | - | - | - | - | - | - |

#### Pyramide des âges
La population de la commune est relativement âgée. En 2020, le taux de personnes d'un âge inférieur à 30 ans s'élève à 22,5 %, soit un taux inférieur à la moyenne départementale (28,2 %). Le taux de personnes d'un âge supérieur à 60 ans (44,9 %) est supérieur au taux départemental (35,8 %).
En 2020, la commune comptait 452 hommes pour 482 femmes, soit un taux de 51,6 % de femmes, inférieur au taux départemental (51,7 %).
Les pyramides des âges de la commune et du département s'établissent comme suit :
| Hommes | Classe d’âge | Femmes |
| ------ | ------------ | ------ |
| 1,8    | 90 ou +      | 2,7    |
| 13,1   | 75-89 ans    | 18,9   |
| 27     | 60-74 ans    | 26,1   |
| 20,6   | 45-59 ans    | 20,1   |
| 14,2   | 30-44 ans    | 10,6   |
| 10     | 15-29 ans    | 9,8    |
| 13,5   | 0-14 ans     | 11,8   |

| Hommes | Classe d’âge | Femmes |
| ------ | ------------ | ------ |
| 1,2    | 90 ou +      | 3      |
| 10,4   | 75-89 ans    | 13,7   |
| 22,2   | 60-74 ans    | 22,2   |
| 21,1   | 45-59 ans    | 20,3   |
| 15,4   | 30-44 ans    | 14,6   |
| 14,4   | 15-29 ans    | 12,5   |
| 15,4   | 0-14 ans     | 13,7   |

### Enseignement
La commune dépend de la circonscription académique du Blanc.

### Médias
La commune est couverte par les médias suivants : La Nouvelle République du Centre-Ouest, Le Berry républicain, L'Écho - La Marseillaise, La Bouinotte, Le Petit Berrichon, France 3 Centre-Val de Loire, Berry Issoudun Première, Vibration, Forum, France Bleu Berry et RCF en Berry.

### Cultes
Culte catholique
La commune de Bélâbre dépend de l'archidiocèse de Bourges, du doyenné du Val de Creuse et de la paroisse de Sainte-Jeanne-Elisabeth - Le Blanc. Le lieu de culte est l'église de Nesmes.

## Économie
La commune se situe dans la zone d’emploi du Blanc et dans le bassin de vie du Blanc.
Un camping est présent dans la commune. Il s'agit du camping municipal La Quintaine qui dispose de 26 emplacements.

## Culture locale et patrimoine

### Lieux et monuments
- Église de Nesmes, dotée d'un clocher-château d'eau[47].
- Monument aux morts
- Tombeau de Saint-Greluchon

### Personnalités liées à la commune
- François-Jacques Pâtureau de Miran, seigneur de Miran, la Place, les Varennes, le Chatelier, Brenne, et Sigougnolles, conseiller du roi, né le 6 janvier 1727 à Bélabre et décédé le 16 octobre 1806 (79 ans) à Châteauroux. Il fut négociant, conseiller du roi, greffier en chef en l'élection de Châteauroux, président du tribunal de commerce de l'Indre, grand notable électeur de l'Empire en 1803 et 1806[48].
- Gaston Chérau (1872-1937), écrivain, journaliste, photographe. Il passa ces dernières années à Bélâbre où il écrivit son roman « Le pays qui a perdu son âme », largement inspiré de l'histoire de Jacques Gabriel Lecoigneux, 8e marquis de Bélâbre.
- Georges de Beauregard (1920-1984), producteur de cinéma. Dans les années soixante, il séjourna à Bélâbre dans une maison qu'il avait acquise dans le centre-bourg.
- Léon Mba (1902-1967), homme d'état gabonais, premier président de la République gabonaise, venait séjourner à Bélâbre. La rue de sa résidence porte aujourd'hui son nom. En 1961, il offrit un vitrail à l'église Saint-Blaise. Il fit réaliser une double verrière de la façade et la rosace qui la surmonte, ainsi qu'une baie de la nef.

### Héraldique, logotype et devise
| Blason de Bélâbre | Blason  | D'azur aux trois porcs-épics d'or.               |
| Blason de Bélâbre | Détails | Le statut officiel du blason reste à déterminer. |

|  | Logotype de la commune de Bélâbre : |